# Bournainville-Faverolles
Bournainville-Faverolles ist eine französische Gemeinde mit 486 Einwohnern (Stand: 1. Januar 2022) im Département Eure in der Region Normandie (vor 2016 Haute-Normandie). Sie gehört zum Arrondissement Bernay und zum Kanton Beuzeville. Die Einwohner werden Bournainvillais-Faverollais genannt.

## Geografie
Bournainville-Faverolles liegt etwa sieben Kilometer nordwestlich von Bernay und etwa 26 Kilometer ostsüdöstlich von Lisieux in der Landschaft Lieuvin. Umgeben wird Bournainville-Faverolles von den Nachbargemeinden Duranville im Norden, Malouy im Osten, Saint-Martin-du-Tilleul im Südosten, Saint-Vincent-du-Boulay im Süden sowie Drucourt im Westen.

## Bevölkerungsentwicklung
| Jahr                       | 1962 | 1968 | 1975 | 1982 | 1990 | 1999 | 2006 | 2013 | 2020 |
| Einwohner                  | 153  | 203  | 280  | 380  | 441  | 425  | 352  | 444  | 482  |
| Quellen: Cassini und INSEE |      |      |      |      |      |      |      |      |      |

## Sehenswürdigkeiten

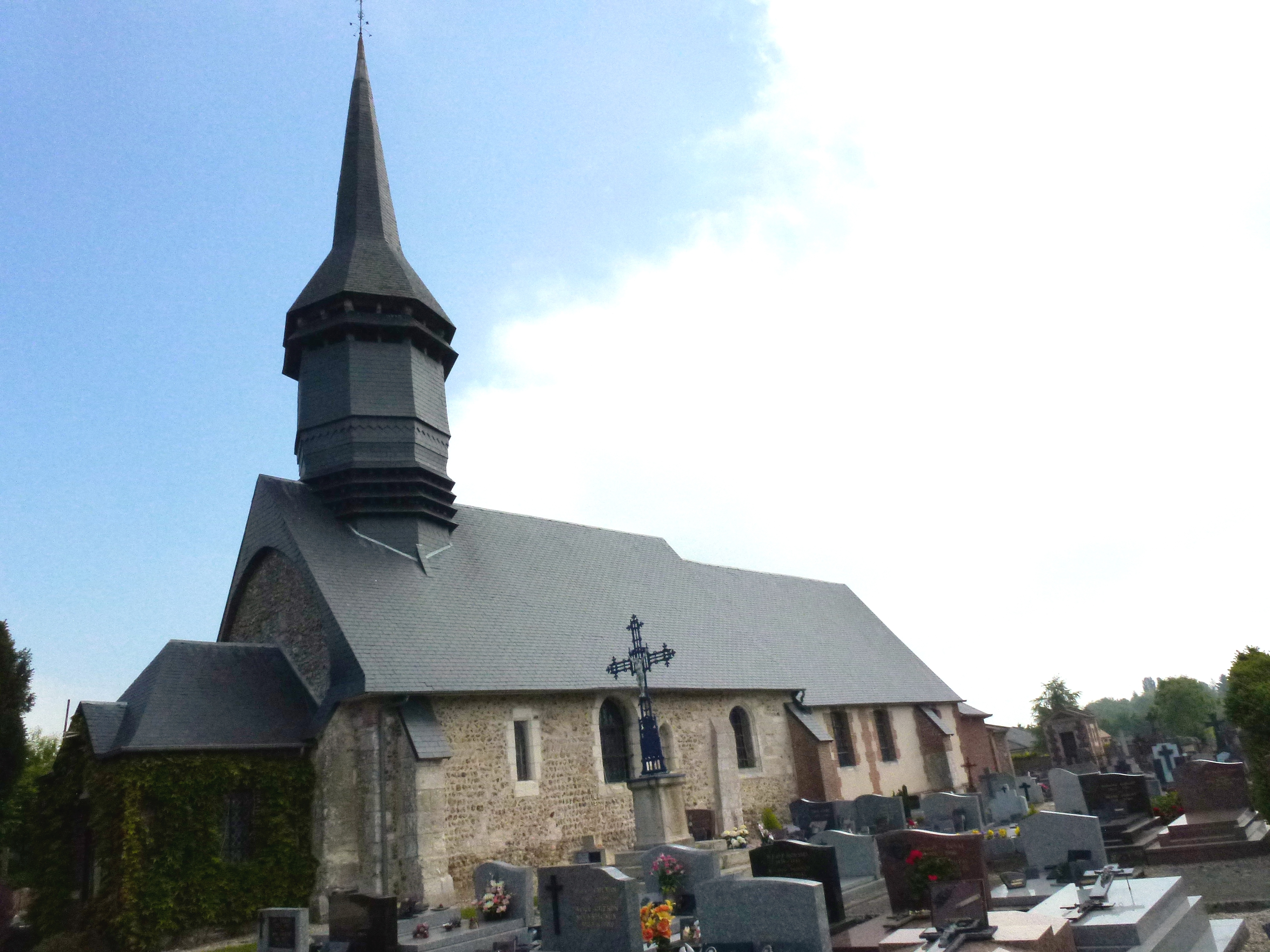
Kirche Saint-Rémi

- Kirche Saint-Rémi